# Marc-André Cliche
Marc-André Cliche, född 23 mars 1987, är en kanadensisk professionell ishockeyspelare som spelar för New York Islanders i NHL. Han har tidigare spelat för Los Angeles Kings och Colorado Avalanche
Cliche draftades i andra rundan i 2005 års draft av New York Rangers som 56:e spelare totalt.